# Le Seigneur des anneaux : La Communauté de l'anneau (jeu vidéo)
Pour les articles homonymes, voir La Communauté de l'anneau (homonymie).
Le Seigneur des anneaux : La Communauté de l'anneau est un jeu vidéo sorti en 2002, édité par Vivendi Universal Game et développé par WXP sur Xbox, par Surreal Software sur PlayStation 2 et Windows et par Pocket Studios sur GameBoy Advance. Le jeu reprend la trame du roman La Communauté de l'Anneau de J. R. R. Tolkien et sort la même année que le film Le Seigneur des anneaux : Les Deux Tours de Peter Jackson.

## Accueil
- Jeux vidéo Magazine : 12/20 (XB)[1] - 11/20 (GBA)[2]